# خیمه بزرگ
خیمه بزرگ (به انگلیسی: Big tent)
یا حزب فراگیر (به انگلیسی: catch-all party) در سیاست به حزبی گفته می‌شود که از دیدگاه‌ها و ایدئولوژی‌های مختلف و متنوع عضوگیری می‌کند.